# Семплинские
Семплинские (пол. Semplińsky) — дворянский род герба Шептицкий.
Одно из первых упоминаний фамилии Семплинский относится к концу XVI века. В списке студентов краковского университета за 1595 год числится Лаврентий Франциск Семплинский из Плоцкой диоцезии (лат. Laurentius Francisci Semplinski). Бартош Семплинский владел именьями Семечино и Федорово в Смоленском воеводстве (1627 г.) Его родич, Александр Семплинский (Sępliński) владел именьями Холм и Семечино в Смоленском воеводстве и упоминается в списке осажденных царем Алексеем Михайловичем в Смоленске в 1654 году. Матиас Семплинский был студентом и помощником библиотекаря иезуитского университета в Будапешете в 1657-59 годах.
Предок дворянского рода Семплинских — Стефан Казимир Шептицкий Семплинский (пол. Stefan Kazimierz Sempliński herbu Szeptycki) был королевским дворянином короля Польского Яна Казимира и товарищем панцирным под хоругвью великого гетмана Литовского князя Януша Радзивилла, владел именьями Сулле и Дзятлово в Витебском воеводстве (1658 г.), его сын Якуб участвовал в Венской войне, владел именьем Кублище в Полоцком воеводстве, внук Бальтазар — писарь скарба  Великого княжества Литовского  (Охранный лист короля Августа II 1723 г.), правнук Михал — ротмистр Вилкомирского повета (патент 1782 г.). Сыновья Михала, поручик бывших войск польских Александр с сыном Александром, ротмистр Вилкомирского повета Иосиф с сыновьями Яковом, Казимиром и Константином, капитан бывших войск Великого Княжества Литовского Бенедикт с сыновьями Эрнестом-Яном и Эрнестом-Петром, а также Устин сын Аллоиза Станиславовича Семплинского подтвердили дворянство в Виленской губернии и были внесены в I часть родословной книги (определения Виленского ДДС от 22.12.1819,11.01.1836, 03.01.1847. Указ Герольдии Правительствующего Сената 22.08.1847 г., № 13484).
Потомки Якова Осиповича (Иосифовича) Семплинского, поручика Низовского пехотного полка, были внесены во II часть родословной книги Черниговской губернии. (Указ Герольдии Правительствующего Сената 26.06.1847 г., № 9364).
В Литве существовал еще один дворянский род Семплинских герба Равич.
Семплинские в XIX веке проживали в Виленской, Витебской, Ковенской, Курляндской и Черниговской губерниях.